# 25D/Neujmin
25D/Neujmin (denumită și cometa Neujmin 2) este o cometă periodică din sistemul solar cu o perioadă orbitală de aproximativ 5,4 ani. A fost descoperită de Grigori N. Neuimin pe 24 februarie 1916. A fost observată pentru ultima oară pe 10 februarie 1927. Este considerată a fi o cometă pierdută.